# Río Tenorio
El río Tenorio es un corto río de la provincia de Pontevedra, Galicia (España), perteneciente a la vertiente Atlántica que nace en el Monte Tenorio, municipio de Cotobad, cerca del otero de la Torre do Castelo, a 520 metros de altitud y, tras un recorrido de 6 kilómetros, en el que recibe las aguas del arroyo de los Petos, desemboca en el río Lérez.